# 돌아오지 않는 밤
"돌아오지 않는 밤"는 1970년 공개된 대한민국의 영화이다.

## 배역
- 김지미
- 장동휘
- 백영민
- 김지수
- 이성일
- 김웅
- 김주오
- 이예성
- 이창식
- 김영인
- 신현선
- 박순봉